# 投訴及內部調查科
投訴及內部調查科（俗稱投訴科；英文：Complaints and Internal Investigations Branch，縮寫：C&IIB）於1973年成立，隸屬於香港警務處監管處服務質素監察部，主要責任為調查有關於紀律人員（即正規警務人員和輔助警務人員）和文職人員（包括交通督導員和警察通訊員等等）的投訴以至所涉及的刑事偵緝，所有案件且經由獨立監察警方處理投訴委員會根據《獨立監察警方處理投訴委員會條例》審核。除此之外，投訴及內部調查科就人員的工作執行問責制和相關研究、制訂及推行警隊誠信管理計劃，防止貪污及杜絕各種違反誠信的行為。

## 組織
- 投訴及內部調查科：由一名總警司出任主管，由一名高級警司出任副主管。
  - 投訴警察課 (Complaints Against Police Office)，於1974年成立，其責任為處理及調查所有投訴警隊人員的個案[4]。由一名高級警司領導，由一名警司輔助。
    - 投訴警察課總部I：由一名總督察領導。
    - 投訴警察課總部II：由一名總督察領導。
      - 九龍辦事處：由一名警司領導。
        - 第1隊：由一名總督察領導。
        - 第2隊：由一名總督察領導。
        - 第3隊：由一名總督察領導。
        - 第4隊：由一名總督察領導。
        - 第5隊：由一名總督察領導。

      - 港島辦事處：由一名警司領導。
        - 第1隊：由一名總督察領導。
        - 第2隊：由一名總督察領導。
        - 第3隊：由一名總督察領導。
        - 第4隊：由一名總督察領導。

      - 新界辦事處：由一名警司領導。
        - 第1隊：由一名總督察領導。
        - 第2隊：由一名總督察領導。
        - 第3隊：由一名總督察領導。
        - 第4隊：由一名總督察領導。

  - 內部調查課 (Internal Investigations Office)：由一名警司領導。
    - 港島：由一名總督察領導。
    - 九龍：由一名總督察領導。
    - 新界：由一名總督察領導。

此外，投訴警察課會因應個別投訴案件的迫切性、複雜性、敏感度及進行調查所需要的資源等等因素，考慮是否成立特別調查隊。是否成立特別調查隊由投訴及內部調查科主管（總警司）提出建議，交由警務處助理處長（服務質素）考慮後決定。2009年至2014年，投訴警察課分別兩次成立特別調查隊，一次為調查李克強訪問香港期間保安爭議，另外一次為調查處理佔領中環所涉及的投訴案件。

### 歷任主管
- 范錫明總警司
- 麥國兆總警司
- 林曼茜總警司
- 張建光總警司
- 麥衛文總警司（2018年-2020年12月）
- 歐陽敏儀總警司（2020年12月至2024年1月）
- 曾淑賢總警司(2024年2月至今）

## 歷史
於2009年公務員優質服務獎勵計劃中，投訴及內部調查科獲得頒授最佳服務承諾優異獎。

### 《獨立監察警方處理投訴委員會條例》實施
在準備推行《獨立監察警方處理投訴委員會條例》期間，投訴警察課舉辦了一系列促進人員認識有關條例的訓練，包括一個為整個警務處而設定的特別訓練計劃，共2,800名警長至總督察職級人員完成，並且安排投訴警察課總區辦事處人員到訪多個單位講解《獨立監察警方處理投訴委員會條例》之規定等等，以確保投訴警察課及單位人員獲得所需要的指引及訓練，以符合《獨立監察警方處理投訴委員會條例》之規定。
2008年7月《獨立監察警方處理投訴委員會條例》（《香港法例》第604章）被制定及於2009年6月1日起正式實施，訂明警務處處長之法定責任，而投訴警察課必須確保警務處全面地覆行上述的法定責任；例如︰警務處處長必須對每宗投訴案件的分類提供全面性的解釋及理據、投訴警察課必須審議所有新案件，決定案件在《獨立監察警方處理投訴委員會條例》下應該被列為「須匯報投訴」抑或「須知會投訴」。此舉，為獨立監察警方處理投訴委員會及投訴警察課在兩個層級的投訴警察制度下的合作關係訂立法定架構。

### 推行中央處理投訴
2010年，投訴及內部調查科就誠信管理計劃進行大規模檢討以及推行多項措施，包括在警察內聯網增設誠信管理專欄，為人員提供一站式資訊站，羅列警務處所有關於推廣誠信品德的資料。同年5月1日，投訴警察課港島總區辦事處推行中央處理投訴先導計劃，將以往交由各警區總督察負責調查的輕微投訴統一歸回投訴警察課中央處理，以提升雙方效率及增加公信力，並且確保調查均符合《獨立監察警方處理投訴委員會條例》。為此，投訴警察課增加員額38名。2011年2月，投訴警察課檢討了中央處理投訴先導計劃，顯示投訴警察課港島總區辦事處在先導計劃下，將有待處理的投訴個案由2010年4月先導計劃實施前的550宗大幅度地減少至340宗，幅度高達38.2%。中期檢討亦指出，一站式中央處理投訴能夠提升處理投訴的效率，亦能夠保持投訴警察及調查案件的系統之完整性。在處長級人員的支持下，加上獲得增加資源，中央處理投訴計劃於2012年1月1日起全面推行。此外，電話錄音系統於2012年2月1日起全面推行，投訴警察課與投訴人、被投訴人員和證人電話對話均會被錄音，以顯示調查之真確性
2012年2月20日至23日，投訴警察課高級警司蕭傑雄率領人員探訪新加坡警察部隊內部事務課，透過資訊性的簡報及經驗分享，作出深入的討論及交流，以了解當地中央處理投訴調查之制度，及從中取經，完善投訴警察課於同年1月1日起全面推行的中央處理投訴計劃。此外，投訴警察課與人力資源部和服務發展及審計部人員會面，以了解他們在鞏固警察價值觀及維持公眾信心方面所採取的措施，並且探訪了一間分區警署，觀摩分區警署人員如何透過「達成共識方式」解決投訴。同年10月2日至5日，投訴警察課警司黃序海和總督察關頌賢透問英國大曼徹斯特警察、倫敦警務處及獨立投訴警察委員會，以了解英國現行的投訴警察案件處理制度，以及識別投訴警察課可以作為參考之良好做法；期間，兩人和大曼徹斯特警察及倫敦警務處專業標準部門人員深入討論，亦探訪了大曼徹斯特郡一個警察分區，探討前線人員對處理投訴的看法，其後在倫敦和獨立投訴警察委員會副主席Deborah Glass會面，從該委員會的角度進一步了解英格蘭及威爾斯相關制度。

### 制定表達不滿機制
鑑於歷來逾80%的投訴案件都屬於輕微性質，而投訴內容主要針對人員的態度或者言行，而投訴人往往不希望耗時作出正式投訴或者協助調查，純粹希望通過投訴警察課向警務處管理層表達不滿。過往為了處理這些經由投訴警察課接獲的非正式投訴，投訴警察課往往都需要動用大量人力資源負責，而影響了處理正式及嚴重的投訴、執行防止投訴警察及改善警察服務事務的效率。為了更有效率地處理上述性質輕微的非正式投訴，並且善用資源，投訴警察課和獨立監察警方處理投訴委員會於2010年5月成立了一個聯合工作小組，予以全面研討，共同商議制訂表達不滿機制，以在正式投訴程序以外，為投訴人提供處理輕微投訴的一個新選擇。
投訴警察課於2012年4月1日至9月31日推行為期半年的表達不滿機制先導計劃，在此選擇下，投訴人能夠透過投訴警察課將其不滿及意見直接向有關警區或者單位的指揮官或者主管反映。如果投訴人不滿意透過此渠道處理其投訴的結果，亦可以於一年內隨時要求重新以正式投訴的方式處理。而投訴案件均需要以逐項列表的形式，每月提交予獨立監察警方處理投訴委員會，以確保表達不滿機制未被濫用。為期半年的先導計劃圓滿完成後，表達不滿機制正式納用；於2012年4月至2014年12月期間，投訴警察課共透過表達不滿機制處理了4,472宗投訴案件，期間經常與獨立監察警方處理投訴委員會檢討機制，予以改善，並且制定程序。投訴警察課經過諮詢獨立監察警方處理投訴委員會、作出多番討論和詳細審議後，制訂了表達不滿機制的處理程序，將該程序列入《警隊程序手冊》第26-13條，於2015年1月15日起生效。
2013年5月20日，投訴警察課獲得國際標準化組織頒授ISO 10002（質量管理──顧客滿意度）國際標準認證。

## 主要獲收投訴內容
投訴案件約8成為涉及以下內容，其中1/4投訴案件於投訴人例反交通法例後接獲：
- 疏忽職守
- 行為不當
- 態度欠佳
- 粗言穢語
- 毆打

有關詳細統計數字請參見於獨立監察警方處理投訴委員會#統計

## 遴選訓練
投考加入投訴及內部調查科的人員必須完成進階偵緝訓練課程及擁有在不同偵緝單位駐守的豐富年資。

## 大事記
香港警務處處理佔領中環的日峰行動被批評為連番失誤、進退失據，於2014年12月11日，投訴及內部調查科與獨立監察警方處理投訴委員會舉行聯席會議，披露自佔領中環發生以來的投訴案件數字。截至同月10日中午，投訴警察課共接獲1,958名投訴人2,251項指控，其中104宗投訴案件需要向嚴重個案小組匯報，當中48宗投訴內容為毆打；當中90%投訴人並非當事人，而是透過香港報章或及電視廣播報道後而作出投訴，並無親身經歷。獨立監察警方處理投訴委員會及後公布最新統計，截至2015年3月4日，投訴警察課共接獲2,064名投訴人2,427項指控，其中339宗投訴案件需要知會獨立監察警方處理投訴委員會，另外159宗投訴案件需要向嚴重個案小組匯報，當中47宗已經被撤回、無法追查或者已經透過簡便方式解決糾紛。
相關參見 讓愛與和平佔領中環、雨傘革命及雨傘革命佔領區

## 著名科員
- 楊江夏，前演員，2006年香港先生選舉瀟灑組亞軍，目前為高級督察，駐守於投訴及內部調查科投訴警察課某辦事處第3隊。
- 徐鎮東，前歌手，1990年新秀歌唱大賽冠軍，駐守於投訴及內部調查科投訴警察課總部擔任警司。

## 爭議
投訴警察課屬於警隊內部部門，沒有獨立第三方成員，調查往往偏坦警隊。儘管監警會有權審閱並推翻警方調查報告，但投訴個案最終獲判定為屬實，涉事人員須接受嚴重處分比率極低（尤其涉及指控警務人員濫用暴力的投訴）。故早被民間詬病是「自己人查自己人」。
市民投訴警察時所作口供、提供的任何證據，並不保證只用於調查投訴，有可能被用作調查其他刑事案件。這意味牽涉刑事案件人士若投訴警察，將有可能變成提供證據讓警察頂證自己，甚至變相自招控罪，不利其刑事案件抗辯，這會減低他們投訴警察意願。
2006年度至2010年度各年度的投訴案件中，逾半投訴案件的結果為「終止調查、撤回或無法追查而沒有調查」。2012年3月，立法會議員涂謹申表示，認為投訴警察課的存在在於減少投訴，認為立法會每年撥款4,000萬港元予投訴警察課是浪費公帑，應該另行建立擁有調查、定案及處分權力的獨立監察機構，否則制度難有效用。

## 以投訴及內部調查科為題材的作品

### 電視劇
- 《鐵探》（2019年）

### 電影
- 《機動部隊—警例》（2008年）
- 《談判專家》（2024年）

## 相關參見
- 獨立監察警方處理投訴委員會
- 委任證